# IRBM Science Park
IRBM Science Park è un gruppo aziendale italiano che opera nel settore della biotecnologia molecolare, della scienza biomedicale e della chimica organica. Una delle maggiori aree di ricerca dell'Istituto è la scoperta di nuovi farmaci nelle aree terapeutiche della neurodegenerazione, dell'oncologia e delle malattie infettive e parassitarie. È costituito da 4 società:
- IRBM: sito di ricerca che conduce progetti di ricerca integrati nel campo chimico farmaceutico per l'identificazione di nuovi agenti terapeutici sia di origine chimica che biologica;
- ADVAXIA: azienda per lo sviluppo e produzione di vaccini adenovirali per uso clinico;
- CNCCS: consorzio pubblico-privato costituito nel 2010 dal CNR, Consiglio Nazionale delle Ricerche, dall'ISS, l'Istituto Superiore di Sanità e da IRBM per la creazione e l'implementazione della Banca Europea di “Composti” chimici e lo studio di una serie di malattie rare, trascurate e della povertà;
- PROMIDIS: i cui laboratori sono situati presso l'Università San Raffaele di Milano, effettua ricerca chimica e sviluppo sperimentale nel campo delle altre scienze naturali, farmaceutico e di processo.

## Storia
L'IRBM Science Park SpA nasce come spin-off dell'Istituto di Ricerca di Biologia Molecolare P. Angeletti SpA (IRBM), fondato nel 1990 come joint venture tra la multinazionale farmaceutica statunitense Merck Sharp & Dohme e l'italiana Sigma-Tau.
Dal 2000 al 2009 l'IRBM è di proprietà della sola Merck, anno in cui il colosso statunitense si fonde con la connazionale Schering Plough, assumendo il nome di Merck & Co.. Nell'ambito di un processo di ristrutturazione internazionale e riorganizzazione dei processi di ricerca di base, nel 2009 la Merck & Co. cede il centro di ricerca a una nuova società, la IRBM Science Park, di proprietà di Piero Di Lorenzo.

## Ricerca
L'IRBM ha prodotto 25 molecole tra cui:
- Raltegravir, inibitore dell'integrasi dell'HIV, blocca l'enzima coinvolto nella replicazione dell'HIV, per il trattamento dell'AIDS, che è valso il Premio Galeno USA 2008 per il miglior agente farmaceutico
- Grazoprevir, un inibitore della proteasi HCV pan-genotipica
- Niraparib, inibitore selettivo delle PARP-1 e PARP-2
- Zolinza, inibitore degli istoni deacetilasi per il trattamento del linfoma cutaneo a cellule T in fase avanzata, in cui il team ha dato un contributo per lo sviluppo.[2]
- Nei laboratori dell'IRBM Science Park un team di ricercatori italiani e statunitensi ha messo a punto il vaccino anti-ebola Chad3Ebola-Zaire, un adenovirus monovalente in grado di neutralizzare il ceppo Zaire; il brevetto è stato acquistato nel 2013 dalla società britannica GlaxoSmithKline.[3]